# حوزه انتخابیه قم، کهک و جعفرآباد
حوزه انتخابیه قم، کهک و جعفرآباد تنها حوزهٔ استان قم برای انتخابات مجلس شورای اسلامی است. این حوزه به مرکزیت شهر قم ۳ نماینده دارد.
علی لاریجانی رئیس مجلس‌های هشتم، نهم و دهم نمایندهٔ حوزهٔ قم و تنها رئیس مجلس از حوزه‌ای به جز تهران بود.

## پیشینه
در جدول حوزه‌های انتخاباتی مصوبهٔ ۱۳۵۸ شورای انقلاب در حالی که شهر قم جزو استان مرکزی بود، بخش جعفرآباد جزو حوزهٔ ساوه بود و ساوه ۲ نماینده در مجلس داشت.
در سال ۱۳۶۶ که قم جزو استان تهران بود، بخش جعفرآباد به حوزهٔ قم بازگشت ولی بخش خلجستان در حوزهٔ تفرش قرار گرفت.
حوزهٔ قم در سال ۱۳۷۴ تغییر نکرد و در سال ۱۳۷۵ قم استان شد. تا اینکه در سال ۱۳۷۸ بخش خلجستان دوباره به قم بازگشت و نمایندگان حوزه به ۳ نفر افزایش یافت.
در سال ۱۳۸۱ نیز بخش سلفچگان تشکیل شد.

## وضعیت فعلی
طبق تقسیمات کشوری کنونی وضعیت حوزه بدین شرح است:
| شهرستان  | بخش‌ها                                                      | جمیعت (۱۳۹۵) |
| -------- | ---------------------------------------------------------- | ------------ |
| قم       | شهر قم (مرکز حوزه) ، بخش مرکزی ، بخش سلفچگان ، بخش خلجستان | ۱٬۲۰۱٬۱۵۸    |
| کهک      | شهر کهک ، بخش مرکزی ، بخش فردو                             | ۱۷٬۱۰۶       |
| جعفرآباد | شهر جعفریه ، بخش مرکزی ، بخش قاهان                         | ۲۱٬۹۶۳       |

## نمایندگان

### مجلس نهم
در انتخابات مجلس نهم در سال ۱۳۹۰–۹۱ علی لاریجانی رئیس مجلس نهم از فهرست جبههٔ متحد اصولگرایان و یک نماینده از فهرست جبههٔ پایداری و یک نماینده از هردو فهرست به مجلس راه یافتند.
| نام                    | فهرست                | گرایش (هنگام انتخابات) | تشکل سیاسی (هنگام انتخابات) | رأی     |
| ---------------------- | -------------------- | ---------------------- | --------------------------- | ------- |
| علی لاریجانی           | جبههٔ متحد اصولگرایان | اصولگرا                | مستقل                       | ۲۷۰٬۳۸۲ |
| رضا آشتیانی عراقی      | پایداری و متحد       | اصولگرا                | جامعهٔ مدرسین                | ۱۶۴٬۲۱۹ |
| احمد امیرآبادی فراهانی | جبههٔ پایداری         | اصولگرا                | جبههٔ پایداری                | ۱۴۷٬۷۶۵ |
| مجموع                  | مجموع                | مجموع                  | مجموع                       | ۴۱۴٬۸۶۵ |

### مجلس دهم
در این دوره از انتخابات، علی لاریجانی که دو دوره قبل رای اول بود، نتوانست این رتبه را حفظ کند ولی نهایتا او به همراه امیرآبادی و ذوالنوری به مجلس راه یافت.
| نام                    | فهرست                             | گرایش (هنگام انتخابات) | تشکل سیاسی (هنگام انتخابات) | رأی     |
| ---------------------- | --------------------------------- | ---------------------- | --------------------------- | ------- |
| احمد امیرآبادی فراهانی | جبههٔ پایداری                      | اصولگرا                | جبههٔ پایداری                | 263،885 |
| علی لاریجانی           | ائتلاف فراگیر اصلاح‌طلبان: گام دوم | اصولگرا                | مستقل                       | 191،329 |
| مجتبی ذوالنوری         | جبههٔ پایداری                      | اصولگرا                | جبههٔ پایداری                | 168،397 |
| مجموع                  | مجموع                             | مجموع                  | مجموع                       | 443،797 |

## پی‌نوشت و منبع
1. ↑  «جدول مصوب ۱۳۵۸ شورای انقلاب». پایگاه اطلاعاتی قوانین و مقررات کشور. بایگانی‌شده از اصلی در ۲۳ ژوئیه ۲۰۱۵. دریافت‌شده در ۳۰ ژوئیه ۲۰۱۵.
2. ↑  «سال ۱۳۶۵←تصویبنامه راجع به الحاق شهرستان قم به استان تهران». پایگاه اطلاع‌رسانی قوانین و مقررات کشور. بایگانی‌شده از اصلی در ۱۱ اکتبر ۲۰۱۶. دریافت‌شده در ۳۰ ژوئیه ۲۰۱۵.
3. ↑  «قانون تعیین محدوده حوزه‌های انتخاباتی مجلس شورای اسلامی». مرکز پژوهش‌های مجلس شورای اسلامی. بایگانی‌شده از اصلی در ۱۶ اکتبر ۲۰۱۵. دریافت‌شده در ۳۰ ژوئیه ۲۰۱۵.
4. ↑  «قانون اصلاح جدول حوزه‌های انتخابیه». مرکز پژوهش‌های مجلس شورای اسلامی. بایگانی‌شده از اصلی در ۲۳ ژوئیه ۲۰۱۵. دریافت‌شده در ۳۰ ژوئیه ۲۰۱۵.
5. ↑  «قانون اصلاح جدول حوزه‌های انتخابیه مجلس شورای اسلامی و تعداد نمایندگان آنها». مرکز پژوهش‌های مجلس شورای اسلامی. بایگانی‌شده از اصلی در ۲۳ ژوئیه ۲۰۱۵. دریافت‌شده در ۳۰ ژوئیه ۲۰۱۵.
6. ↑  «سال ۱۳۸۱←تصویبنامه راجع به ایجاد و تأسیس بخش سلفچگان در تابعیت شهرستان قم». پایگاه اطلاع‌رسانی قوانین و مقررات کشور.[پیوند مرده]
7. ↑  «جدول وضعیت آرای نامزدهای مجلس؛ ترین‌ها در انتخابات نهم». همشهری آنلاین. ۱۶ اسفند ۱۳۹۰.
8. ↑  نمایندگان قم در مجلس دهم معرفی شدند

- «جدول حوزه‌های انتخابیه در انتخابات نهمین دورهٔ مجلس شورای اسلامی» (PDF). مرکز پژوهش و سنجش افکار صدا و سیما. بایگانی‌شده از اصلی (PDF) در ۵ اكتبر ۲۰۱۸. دریافت‌شده در ۳۰ ژوئیه ۲۰۱۵. تاریخ وارد شده در |archive-date= را بررسی کنید (کمک)